# Ricardo Aguirre
Ricardo José Aguirre González (Maracaibo, 9 de mayo de 1939-Ibidem, 8 de noviembre de 1969) fue un cantante, compositor, músico, maestro, director de orquesta, locutor y arreglista venezolano, y también conocido a nivel nacional por su apodo «El Monumental» o «El Padre de la Gaita», ya que fue el compositor del himno gaitero más popular del país «La grey zuliana».

## Biografía
Ricardo José Aguirre González nació en Maracaibo el 9 de mayo de 1939 y murió en esa misma ciudad el 8 de noviembre de 1969.
Maestro de educación primaria (Escuela Normal Nacional Gervasio Rubio, Rubio, Táchira 1959), locutor (1962) y músico (cantante, compositor, director y arreglista). Estuvo plenamente consustanciado con el pueblo zuliano y cantó a Maracaibo, a su gente y a sus angustias vivenciales, expresadas en la protesta, con una voz inconfundible y única, que le valió el justo apelativo del Monumental de la Gaita, bautizado así por la compositora Ana Stael de Añez en su gaita "EL MONUMENTAL" del año 1968, interpretada por Melvin Larreal y el Conjunto Gaitero Picadillo, con arreglos y música de Renato Aguirre, hermano de Ricardo Aguirre.
Graduado de maestro a los 19 años, se inició en Bachaquero durante dos años en la escuela Rafael Urdaneta, para regresar a Maracaibo e incorporarse a la Escuela Monseñor Francisco A. Granadillo de Monteclaro, donde escribió la música del himno de la escuela Granadillo con letra de Jorge Samper, y al mismo tiempo se desempeñaba como locutor de La Voz de la Fe.
En el ambiente gaitero empezó por ser director de Los Sabrosos, con los cuales no actuó o lo hizo en forma muy ocasional, y con Santa Canoíta. En 1962 ingresó a Cardenales junto con sus hermanos Rixio, Renato y Alves, poco después de la división del conjunto, donde propuso que le añadiera un complemento al nombre y así surgió Cardenales del Éxito. Grabó las primeras gaitas en 1963: «Golpe tradicional» de Rixio Aguirre, Gaita, Gaita de Pedro Colina y Gaitas Tradicionales de Luis Ferrer y Rixio Aguirre. Empezó así su largo camino de éxitos con, entre otros: «La parrandera», «La bullanguera», «Vieja y famosa», «Madre», «Los piropos», «Mi danza», «La gaita del 65», «Reina morena», «Mi Chinata», «Imploración» y «La boda del cachicamo».

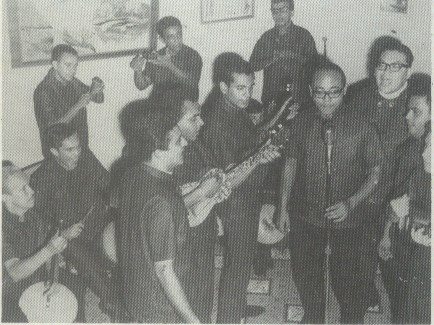
Ricardo Aguirre con el conjunto Saladillo de Nerio Matheus.

En 1967, por diferencia entre los integrantes de Cardenales del Éxito, se fue al conjunto Saladillo y con ellos grabó «El indolente», «Ronda antañona», «La cantarina», «La flor de La Habana 1 y 2»), «Dos madres antañonas», y «La grey zuliana» (1968). En esta última, según Arnoldo Hernández Oquendo, la música y el introito de la gaita pertenecen a Ricardo Aguirre, pero el estribillo a Marcial Valbuena, y además se le introdujo por primera vez un bajo eléctrico en un conjunto profesional. Esta gaita ha sido bautizada como el himno de la gaita zuliana por su gran proyección. En 1969 fue nombrado supervisor regional de educación para los distritos Mara y Páez. Regresó a Cardenales del Éxito donde grabó «El decreto papal», «La vivarachera», «Maracaibo marginada» y «Remembranzas 1». También en Saladillo fue intérprete de «Poema gaitero», «Gaitoneando», «Soberbia gaitera», «La pica pica», «Gloria de un parrandón» y «Remembranzas 2».

## Muerte
Murió en la madrugada del 8 de noviembre de 1969, a los 30 años de edad, de acuerdo con las crónicas de la época, se dirigía hacia su casa, conduciendo su Jeep en medio de un aguacero que azotaba la zona norte de Maracaibo, luego de haber participado en un ensayo del grupo gaitero El Saladillo de RQ.
Ricardo Aguirre muere en un choque ese 8 de noviembre, faltaban 9 días para la Aurora de la Virgen, conocido ahora como Amanecer Gaitero y 10 días para el Día de la Chinita.

## Legado
Entre sus composiciones destacan: La Grey Zuliana, La Pica Pica, Gloria de un Parrandón, Poema Gaitero, El Billeterito, Maracaibo Marginada, Remembranzas 2, Dos Madres Antañonas (con Jairo Gil), entre otras. 
Auténtico patrimonio del Zulia, que creció con los años, su memoria siempre presente en su potente voz, a través de los discos así como en la tradición gaitera del País que cada vez lo añora más y en su familia que ha conservado su canto puro a través de la Dinastía Aguirre. 
El 4 de noviembre de 1983 el entonces Gobernador del Estado Zulia, Humberto Fernández Auvert, promulgó un decreto donde declaraba oficialmente el 8 de noviembre como "El Día del Gaitero" en recuerdo de la fecha siempre lamentable cuando murió esta ilustre figura de la música regional. Asimismo, fue decretado Patrimonio Cultural del Municipio Maracaibo en el año 2014, por parte del Concejo Marabino bajo la gestión de la Dra. Ada Rafalli, gracias al proyecto presentado por el Prof. Daniel Hernández Luengo, Coordinador de Patrimonio y Referencias Históricas del IMGRA para la época. 